# 黃鰭鸚嘴魚
黃鰭鸚嘴魚為輻鰭魚綱鱸形目隆頭魚亞目鸚哥魚科的其中一種，分布於中西太平洋區，澳洲、印尼、馬紹爾群島、密克羅尼西亞、新喀里多尼亞、帛琉、紐埃、菲律賓、索羅門群島、東加、越南等海域，體長可達40公分，棲息在珊瑚礁、潟湖，以藻類為食，可做為觀賞魚。